# Greta Erhardt
Anna Margaretha (Greta) Erhardt, född 24 juni 1905 i Karlsborg, Skaraborgs län, död 23 augusti 1995 i Stockholm, var en svensk konstnär.
Greta Erhardt verkade som målare, tecknare och skulptör. Hon studerade i Paris 1933–1934 och i England 1934–1938 samt därutöver i Belgien, Danmark och Tyskland. Hon utförde gärna porträtt och djurstudier.
Greta Erhard var dotter till Richard Erhardt och Greta Björkman.